# 경남자동차고등학교
경남자동차고등학교(慶南自動車高等學校)는 대한민국 경상남도 진주시 장재동에 있는 사립 고등학교이다.

## 학교 연혁
- 1970년 2월 26일 : 대동공업실업학교 설립인가
- 1971년 4월 15일 : 본성동에서 상평동 276-2번지로 신축 이전
- 1971년 5월 13일 : 학교법인 대동학원 설립인가 (김삼만 이사장 취임)
- 1972년 2월 22일 : 대동공업실업학교(고), 대동실업학교(중)로 교명 변경인가
- 1972년 12월 22일 : 본관 1,2층 교실 신축 (20개 교실)
- 1972년 12월 26일 : 대광공업고등학교 설립인가 (보통과1, 기계과1, 전자과1)
- 1973년 9월 7일 : 대동공업실업학교, 대동실업학교 폐교인가
- 1973년 10월 27일 : 대동기계공업고등학교로 교명 및 학칙(30학급) 변경인가 (보통과, 전자과 폐과)
- 1974년 12월 20일 : 본관 3층 교실 증축 (10교실)
- 1974년 12월 20일 : 학칙변경 5학급 증설인가 (45학급)
- 1999년 7월 12일 : 학칙 변경인가(기계과를 전산응용기계과로 학과변경, 전학과 남녀공학)
- 2002년 9월 16일 : 제4대 김윤태 이사장 취임
- 2006년 3월 1일 : 상평동에서 장재동 현 위치로 신축 이전
- 2006년 6월 20일 : 자동차 정비과 특성화 학급 (2학급) 인가
- 2006년 7월 5일 : 자동차 특성화고등학교 지정
- 2007년 3월 1일 : 경남자동차고등학교 교명 변경
- 2015년 8월 17일 : 학칙 변경인가(정밀기계과 2학급, 산업설비과 1학급, 자동차과 2학급, 전기전자과 2학급)
- 2023년 2월 10일 : 제51회 졸업식(졸업생 17,375명)
- 2023년 9월 1일 : 조용석 교장 취임, 박창희 교감 취임

## 설치 학과
- 전기전자과
- 정밀기계과
- 자동차과
- 산업설비과
- 자동차튜닝과
- 스마트전기과

## 참고 자료
- 경남자동차고등학교 - 한국교육학술정보원 학교알리미